# كوريدال

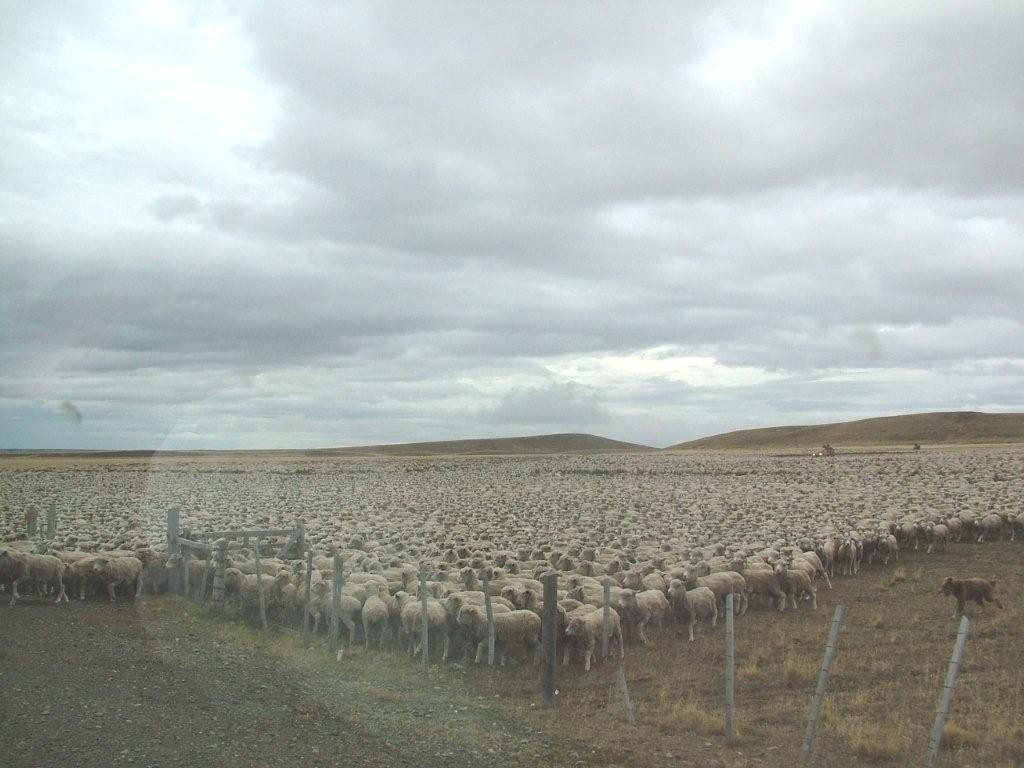
قطيع من سلالة كوريدال

كوريدال (بالإنجليزية: Corriedale)‏ هي سلالة غنم تربى من أجل الصوف اللحم. تتواجد هذه السلالة في كل من نيوزيلندا وأستراليا.